# Cérémonie du Triomphe

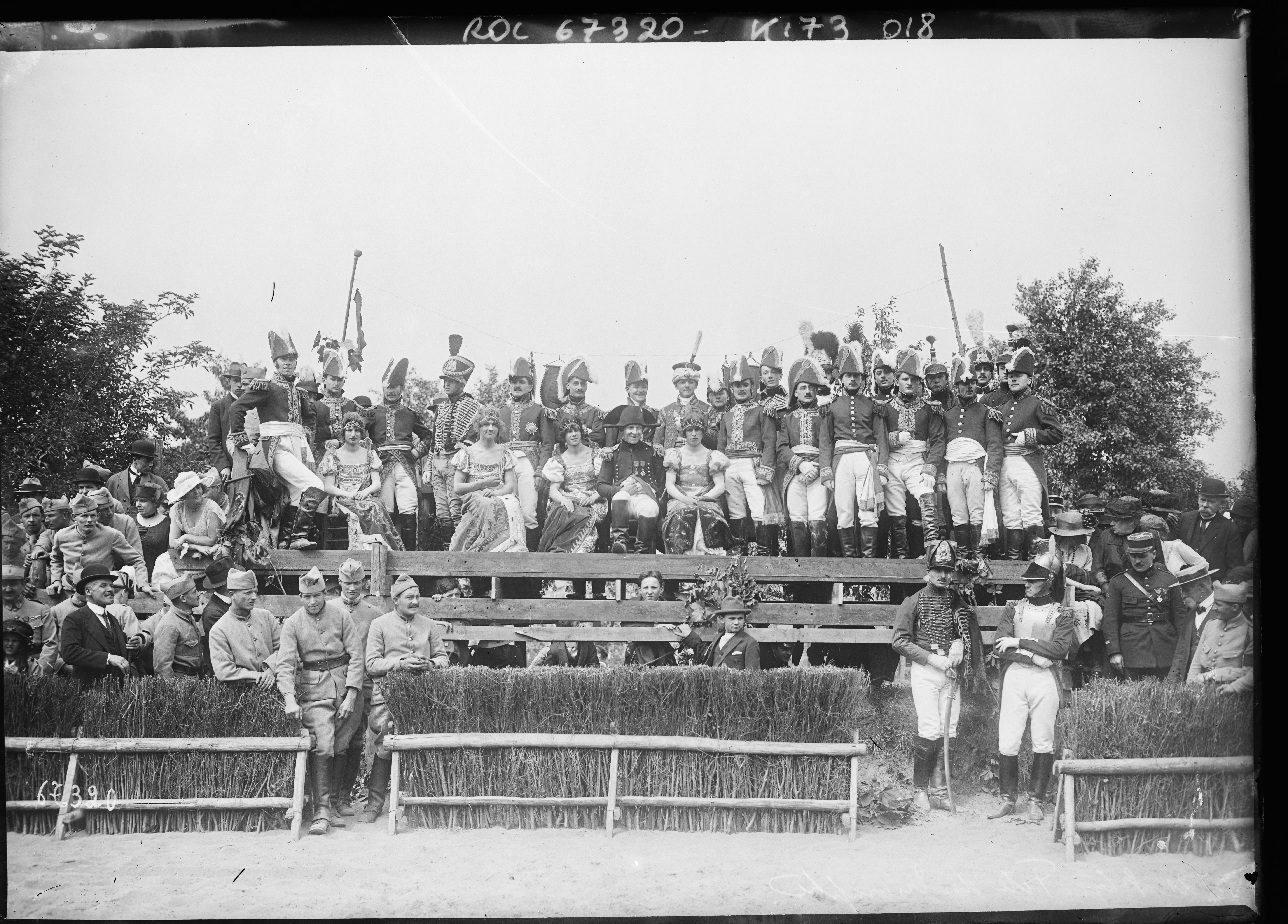
Élèves de Saint-Cyr déguisés en costumes Empire lors du Triomphe du 7 7 1921.

La cérémonie du Triomphe, ou le Triomphe des écoles de Saint-Cyr Coëtquidan, est le nom de la fête de fin de scolarité à l'école militaire St Cyr Coëtquidan.

## Historique
Les élèves reproduisent la journée du 27 juillet 1834 durant laquelle un tonneau, servant de cible, a été détruit par un tir direct de canon devant le duc d’Orléans.

## Description

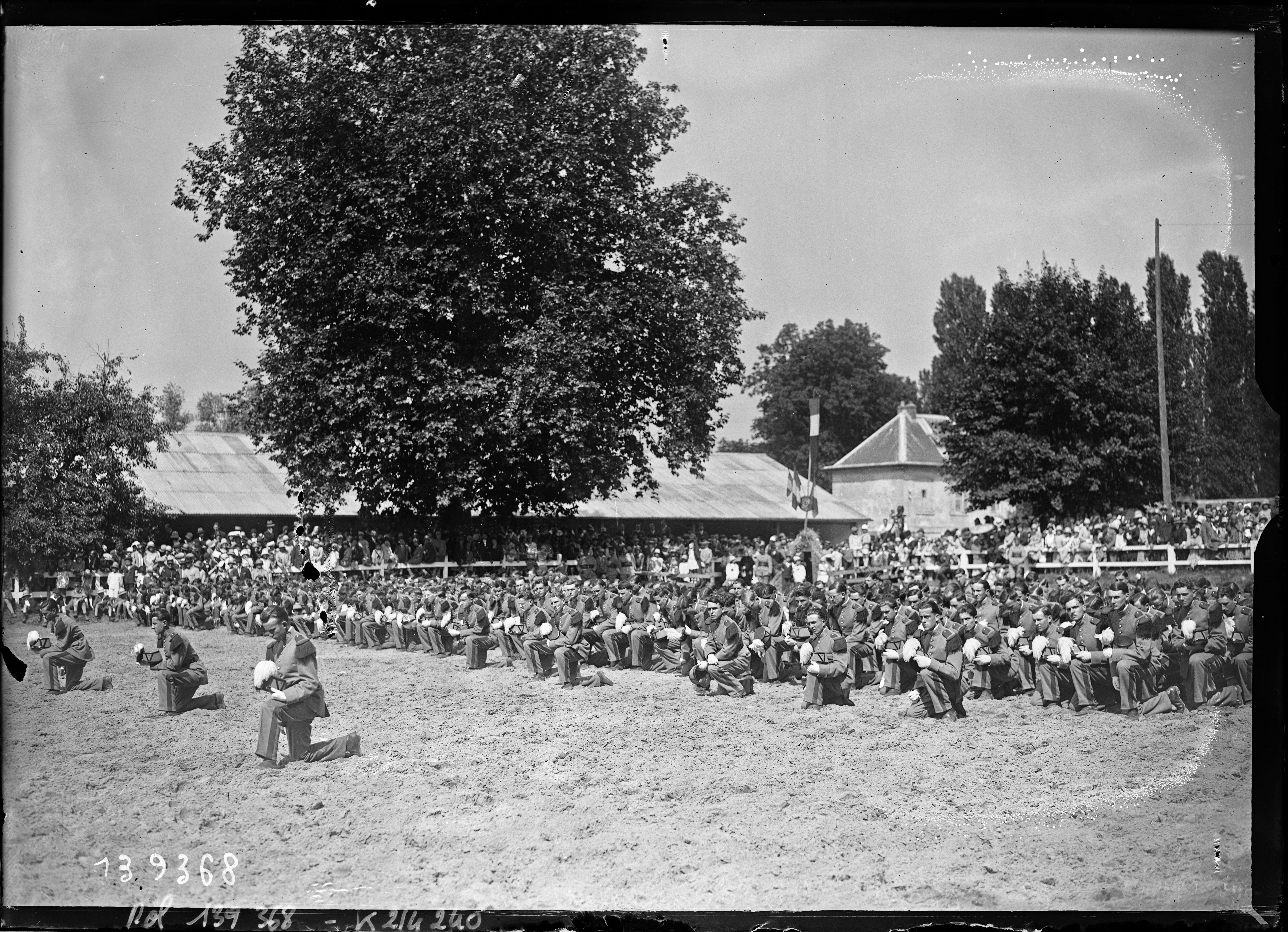
La promotion à genoux lors du triomphe du 11/7/1929.

C'est lors de cette cérémonie que la promotion sortante reçoit officiellement son nom de promotion, ; bien qu'il soit connu avant puisque le chant de promotion a déjà été composé.
La promotion, qui en est à sa troisième année au sein de l'école militaire, se met à genoux et se lève lorsqu'elle entend le général commandant les écoles de Coëtquidan dire « à genoux les hommes… Debout les officiers ».
La cérémonie  est présidée par le chef d’état-major des armées, en présence du général d’armée, chef d’état-major de l’armée de Terre.